# Facunda Margenat Roura
Facunda Margenat Roura (Gerona, 6 de septiembre de 1876 - Barcelona, 26 de agosto de 1936) nacida como Catalina Margenat Roura fue una monja católica. Ingresó en el Instituto Religiosas de San José de Gerona en 1894, y profesó en 1896.
Fue beatificada el 2015 junto a sus compañeras Josepa Monrabal Montaner y Fidela Oller Angelats, también asesinadas. La beatificación fue presidida por el cardenal Angelo Amato.

## Biografía
Catalina nació en Gerona el 6 de septiembre de 1876. Sus padres, Domingo Margenat y Rosa Roura, habían contraído matrimonio el 24 de septiembre de 1866. El matrimonio tuvo tres hijos Domingo, Baldomero y Teresa que murieron siendo niños. Después nacieron otras dos niñas que se dijeron Teresa y Catalina. Solamente estas dos llegaron a la edad adulta.
Catalina fue bautizada a los pocos días de su nacimiento en la parroquia de santa Susana del Mercadal, y recibió los nombres de Catalina, María y Rosa. En 1875, año anterior al nacimiento de Catalina Margenat Roura, se restaura en España la monarquía en la persona del rey Alfonso XII, consiguiéndose firmar la paz con los carlistas en 1876. Gerona celebró esta paz con grandes festejos, por ser una de las provincias más castigadas por las guerras. Paralelamente al nacimiento de Catalina, Maria Gay y Tibau y las Hermanas de San José cambiaron su domicilio, y se trasladaron a la calle Portal Nou, al número 10. Debido al crecimiento en las vocaciones, el local de la calle La Força se le hizo pequeño.
Catalina era una joven sencilla y piadosa según se desprende de su pertenencia a la cofradía de nuestra Señora de Dolores. Con su madre y su hermana atendían a las tareas del hogar, aprendían el que entonces era costumbre en la mujer: ocupaciones propias como cocinar, coser y arreglo de la casa.
Catalina pasó bastante tiempo antes de ingresar en el Instituto, pues según su sobrina Teresa, tuvo dificultades porque en la familia no acababan de verlo claro. Admiraba la labor de las hermanas y quería también consagrarse al Señor para dedicar su vida al cuidado de los enfermos. Ingresó el 5 de noviembre de 1894 cuando tenía 18 años como aspirante. El 12 de noviembre de 1895 fue admitida cómo postulante y la superiora Asunción Pijem la propuso al Sr. Obispo de Gerona para vestir el hábito junto con otros tres jóvenes el 6 de marzo de 1896. Era el ingreso en el noviciado. Era común en esta época el cambio de nombre en la vida religiosa y así Catalina Margenat recibió el nombre de Facunda; esto significaba que en cierto modo se rompía con el pasado.
El 18 de marzo de 1896, Facunda, junto con las otras compañeras, Gracia Cabrafiga, Mª Loreto Bordas y Julita Martí, vistieron el hábito según las normas de la Congregación. Cuando empezó su formación religiosa había en el noviciado 23 novicias, 12 postulantes y 2 recaderas. Durando el tiempo de noviciado se dedicaron a formarse como la madre Maestra María Vinardell las instruía, sobre todo en las virtudes que había enseñado y practicado la madre Fundadora. Después de estos años de formación, la hermana Facunda empezó su actividad apostólica con los enfermos de Gerona, practicando las virtudes de la caridad y abnegación, como le habían enseñado.
Malgrat de Mar, Palafrugell, Palamós o Sant Feliu de Guixols fueron algunas de las comunidades donde fue recordada por su trato con los enfermos. En 1929 fue destinada a Barcelona, en concreto a la comunidad de la calle Mallorca. En Barcelona ya eran años difíciles y conflictivos, se empezaba a perseguir todo el que tuviera sentido religioso, pero el apostolado que ejercían las hermanas, casi siempre en horas de la noche, hacía que pasaran desapercibidas para la mayoría de la gente.
En la comunidad de la calle Mallorca, las hermanas asistían a los enfermos en sus propias casas para qué estos no tuvieran que desplazarse. La situación en Barcelona se hacía cada vez más difícil debido a las revueltas iniciadas después de 1931 y agravadas en 1934. El 19 de julio de 1936 estalló la revolución en Barcelona de forma muy violenta, empeorándose la persecución hacia todo lo religioso. Las hermanas tuvieron que dejar sus hábitos y vestirse con ropas seglares que las mismas familias de los enfermos les prestaban. Finalmente el convento fue asaltado. Al producirse el asalto, la hermana Facunda se encontraba atendiendo a un enfermo, en la casa del cual quedó refugiada, hasta que la portera la denunció y la detuvieron. Al salir, se despidió amablemente de la portera. Se la llevaron hacia el hipódromo de Casa Antúnez (desaparecido al crearse la Zona Franca del puerto de Barcelona en la posguerra), matándola en la carretera la noche del 26 al 27 de agosto de 1936; de allí la trajeron al Hospital Clínico, donde la portera se molestó a visitar el cadáver varias veces, antes de que fuera lanzado a la fosa común del cementerio de Montjuic.

## Beatificación
Facunda Margenat Roura fue reconocida como mártir por el Papa Francesc el enero del 2015, junto con 21 religiosos más. Entre este 2 hermanas más de la congregación del Instituto de las Hermanas de Sant Josep: Fidela Oller Angelats y Josefa Monrabal Montaner.
El 23 de enero del 2015, la Catedral de Gerona acogió la beatificación de Facunda Margeta Roura. La ceremonia fue presidida por el Cardenal Angelo Amato.